# Đội tuyển bóng đá quốc gia Jamaica
Đội tuyển bóng đá quốc gia Jamaica (tiếng Anh: Jamaica national football team) là đội tuyển cấp quốc gia của Jamaica do Liên đoàn bóng đá Jamaica quản lý.
Trận thi đấu quốc tế đầu tiên của đội tuyển Jamaica là trận gặp đội tuyển Haiti vào năm 1925. Đội đã một lần tham dự World Cup vào năm 1998. Tại giải năm đó, đội chỉ có một trận thắng trước Nhật Bản, thua 2 trận trước Argentina, Croatia và dừng bước ở vòng bảng. Còn ở cấp độ châu lục, thành tích tốt nhất của đội cho đến nay là 2 chức á quân của Cúp Vàng CONCACAF 2015, Cúp Vàng CONCACAF 2017 và tấm huy chương bạc của đại hội Thể thao liên châu Mỹ 2007. Đội cũng đã có 3 lần tham dự Cúp bóng đá Nam Mỹ trong vai trò khách mời vào các năm 2015, 2016 và 2024 nhưng đều dừng bước từ vòng bảng.

## Danh hiệu
- Vô địch CONCACAF: 0

Á quân: 2015, 2017
Hạng ba: 1993
- Vô địch Cúp Caribe: 6

Vô địch: 1991; 1998; 2005; 2008; 2010; 2014
Á quân: 1992; 1993
Hạng ba: 1997; 1999

## Thành tích

### Giải vô địch thế giới
| World Cup     | World Cup                  | World Cup                  | World Cup                  | World Cup                  | World Cup                  | World Cup                  | World Cup                  | World Cup                  |
| Năm           | Thành tích                 | Thứ hạng                   | Pld                        | W                          | D                          | L                          | GF                         | GA                         |
| ------------- | -------------------------- | -------------------------- | -------------------------- | -------------------------- | -------------------------- | -------------------------- | -------------------------- | -------------------------- |
| 1930 đến 1962 | Không phải thành viên FIFA | Không phải thành viên FIFA | Không phải thành viên FIFA | Không phải thành viên FIFA | Không phải thành viên FIFA | Không phải thành viên FIFA | Không phải thành viên FIFA | Không phải thành viên FIFA |
| 1966 đến 1970 | Không vượt qua vòng loại   | Không vượt qua vòng loại   | Không vượt qua vòng loại   | Không vượt qua vòng loại   | Không vượt qua vòng loại   | Không vượt qua vòng loại   | Không vượt qua vòng loại   | Không vượt qua vòng loại   |
| 1974          | Bỏ cuộc                    | Bỏ cuộc                    | Bỏ cuộc                    | Bỏ cuộc                    | Bỏ cuộc                    | Bỏ cuộc                    | Bỏ cuộc                    | Bỏ cuộc                    |
| 1978          | Không vượt qua vòng loại   | Không vượt qua vòng loại   | Không vượt qua vòng loại   | Không vượt qua vòng loại   | Không vượt qua vòng loại   | Không vượt qua vòng loại   | Không vượt qua vòng loại   | Không vượt qua vòng loại   |
| 1982          | Không tham dự              | Không tham dự              | Không tham dự              | Không tham dự              | Không tham dự              | Không tham dự              | Không tham dự              | Không tham dự              |
| 1986          | Bỏ cuộc                    | Bỏ cuộc                    | Bỏ cuộc                    | Bỏ cuộc                    | Bỏ cuộc                    | Bỏ cuộc                    | Bỏ cuộc                    | Bỏ cuộc                    |
| 1990 đến 1994 | Không vượt qua vòng loại   | Không vượt qua vòng loại   | Không vượt qua vòng loại   | Không vượt qua vòng loại   | Không vượt qua vòng loại   | Không vượt qua vòng loại   | Không vượt qua vòng loại   | Không vượt qua vòng loại   |
| 1998          | Vòng 1                     | 22nd                       | 3                          | 1                          | 0                          | 2                          | 3                          | 9                          |
| 2002 đến 2022 | Không vượt qua vòng loại   | Không vượt qua vòng loại   | Không vượt qua vòng loại   | Không vượt qua vòng loại   | Không vượt qua vòng loại   | Không vượt qua vòng loại   | Không vượt qua vòng loại   | Không vượt qua vòng loại   |
| 2026 đến 2034 | Chưa xác định              | Chưa xác định              | Chưa xác định              | Chưa xác định              | Chưa xác định              | Chưa xác định              | Chưa xác định              | Chưa xác định              |
| Tổng cộng     | 1/15 Vòng 1                | 1/15 Vòng 1                | 3                          | 1                          | 0                          | 2                          | 3                          | 9                          |

### Cúp Vàng CONCACAF
| Giải vô địch bóng đá CONCACAF & Cúp Vàng CONCACAF | Giải vô địch bóng đá CONCACAF & Cúp Vàng CONCACAF | Giải vô địch bóng đá CONCACAF & Cúp Vàng CONCACAF | Giải vô địch bóng đá CONCACAF & Cúp Vàng CONCACAF | Giải vô địch bóng đá CONCACAF & Cúp Vàng CONCACAF | Giải vô địch bóng đá CONCACAF & Cúp Vàng CONCACAF | Giải vô địch bóng đá CONCACAF & Cúp Vàng CONCACAF | Giải vô địch bóng đá CONCACAF & Cúp Vàng CONCACAF | Giải vô địch bóng đá CONCACAF & Cúp Vàng CONCACAF |
| Năm                                               | Thành tích                                        | Thứ hạng                                          | Pld                                               | W                                                 | D                                                 | L                                                 | GF                                                | GA                                                |
| ------------------------------------------------- | ------------------------------------------------- | ------------------------------------------------- | ------------------------------------------------- | ------------------------------------------------- | ------------------------------------------------- | ------------------------------------------------- | ------------------------------------------------- | ------------------------------------------------- |
| 1963                                              | Vòng bảng                                         | 9th                                               | 3                                                 | 0                                                 | 0                                                 | 3                                                 | 1                                                 | 16                                                |
| 1965 đến 1967                                     | Không tham dự                                     | Không tham dự                                     | Không tham dự                                     | Không tham dự                                     | Không tham dự                                     | Không tham dự                                     | Không tham dự                                     | Không tham dự                                     |
| 1969                                              | Hạng sáu                                          | 6th                                               | 5                                                 | 0                                                 | 1                                                 | 4                                                 | 5                                                 | 10                                                |
| 1971 đến 1989                                     | Không tham dự                                     | Không tham dự                                     | Không tham dự                                     | Không tham dự                                     | Không tham dự                                     | Không tham dự                                     | Không tham dự                                     | Không tham dự                                     |
| 1991                                              | Vòng bảng                                         | 8th                                               | 3                                                 | 0                                                 | 0                                                 | 3                                                 | 3                                                 | 12                                                |
| 1993                                              | Hạng ba                                           | 3rd                                               | 5                                                 | 1                                                 | 2                                                 | 2                                                 | 6                                                 | 10                                                |
| 1996                                              | Không vượt qua vòng loại                          | Không vượt qua vòng loại                          | Không vượt qua vòng loại                          | Không vượt qua vòng loại                          | Không vượt qua vòng loại                          | Không vượt qua vòng loại                          | Không vượt qua vòng loại                          | Không vượt qua vòng loại                          |
| 1998                                              | Hạng tư                                           | 4th                                               | 5                                                 | 2                                                 | 1                                                 | 2                                                 | 5                                                 | 4                                                 |
| 2000                                              | Vòng bảng                                         | 12th                                              | 2                                                 | 0                                                 | 0                                                 | 2                                                 | 0                                                 | 3                                                 |
| 2002                                              | Không vượt qua vòng loại                          | Không vượt qua vòng loại                          | Không vượt qua vòng loại                          | Không vượt qua vòng loại                          | Không vượt qua vòng loại                          | Không vượt qua vòng loại                          | Không vượt qua vòng loại                          | Không vượt qua vòng loại                          |
| 2003                                              | Tứ kết                                            | 7th                                               | 3                                                 | 1                                                 | 0                                                 | 2                                                 | 2                                                 | 6                                                 |
| 2005                                              | Tứ kết                                            | 8th                                               | 4                                                 | 1                                                 | 1                                                 | 2                                                 | 8                                                 | 10                                                |
| 2007                                              | Không vượt qua vòng loại                          | Không vượt qua vòng loại                          | Không vượt qua vòng loại                          | Không vượt qua vòng loại                          | Không vượt qua vòng loại                          | Không vượt qua vòng loại                          | Không vượt qua vòng loại                          | Không vượt qua vòng loại                          |
| 2009                                              | Vòng bảng                                         | 10th                                              | 3                                                 | 1                                                 | 0                                                 | 2                                                 | 1                                                 | 2                                                 |
| 2011                                              | Tứ kết                                            | 5th                                               | 4                                                 | 3                                                 | 0                                                 | 1                                                 | 7                                                 | 2                                                 |
| 2013                                              | Không vượt qua vòng loại                          | Không vượt qua vòng loại                          | Không vượt qua vòng loại                          | Không vượt qua vòng loại                          | Không vượt qua vòng loại                          | Không vượt qua vòng loại                          | Không vượt qua vòng loại                          | Không vượt qua vòng loại                          |
| 2015                                              | Á quân                                            | 2nd                                               | 6                                                 | 4                                                 | 1                                                 | 1                                                 | 8                                                 | 6                                                 |
| 2017                                              | Á quân                                            | 2nd                                               | 6                                                 | 3                                                 | 3                                                 | 0                                                 | 7                                                 | 4                                                 |
| 2019                                              | Bán kết                                           | 4th                                               | 5                                                 | 2                                                 | 2                                                 | 1                                                 | 6                                                 | 6                                                 |
| 2021                                              | Tứ kết                                            | 7th                                               | 4                                                 | 2                                                 | 0                                                 | 2                                                 | 4                                                 | 3                                                 |
| 2023                                              | Bán kết                                           | 3rd                                               | 5                                                 | 3                                                 | 1                                                 | 1                                                 | 11                                                | 5                                                 |
| Tổng cộng                                         | 15/27 2 lần á quân                                | 15/27 2 lần á quân                                | 63                                                | 23                                                | 11                                                | 29                                                | 72                                                | 99                                                |

### Cúp bóng đá Nam Mỹ
Jamaica tham dự Cúp bóng đá Nam Mỹ với tư cách khách mời, lần đầu tiên vào năm 2015. Sau đó, đội có thêm 2 lần góp mặt vào các năm 2016 và 2024.
| Năm       | Thành tích      | Thứ hạng        | Pld | W | T | L | GF | GA |
| --------- | --------------- | --------------- | --- | - | - | - | -- | -- |
| 2015      | Vòng bảng       | 12th            | 3   | 0 | 0 | 3 | 0  | 3  |
| 2016      | Vòng bảng       | 15th            | 3   | 0 | 0 | 3 | 0  | 6  |
| 2024      | Vòng bảng       | 15th            | 3   | 0 | 0 | 3 | 1  | 7  |
| Tổng cộng | 3 lần vòng bảng | 3 lần vòng bảng | 9   | 0 | 0 | 9 | 1  | 16 |

### Đại hội Thể thao Liên Mỹ
- 2007: Huy chương bạc

## Cầu thủ

### Đội hình hiện tại
Đây là đội hình đã hoàn thành Copa América 2024.

Số liệu thống kê tính đến ngày 30 tháng 6 năm 2024 sau trận gặp Venezuela.
Đây là đội hình đã hoàn thành Copa América 2024.

Số liệu thống kê tính đến ngày 30 tháng 6 năm 2024 sau trận gặp Venezuela.

| Số | VT | Cầu thủ                  | Ngày sinh (tuổi)            | Trận | Bàn | Câu lạc bộ            |
| -- | -- | ------------------------ | --------------------------- | ---- | --- | --------------------- |
| 1  | TM | Shaquan Davis            | 11 tháng 11, 2000 (23 tuổi) | 1    | 0   | Mount Pleasant        |
| 13 | TM | Coniah Boyce-Clarke      | 1 tháng 3, 2003 (21 tuổi)   | 1    | 0   | Reading               |
| 23 | TM | Jahmali Waite            | 24 tháng 12, 1998 (25 tuổi) | 13   | 0   | El Paso Locomotive FC |
| 24 | TM | Andre Blake (đội trưởng) | 21 tháng 11, 1990 (33 tuổi) | 75   | 0   | Philadelphia Union    |
|    |    |                          |                             |      |     |                       |
| 2  | HV | Dexter Lembikisa         | 4 tháng 11, 2003 (20 tuổi)  | 19   | 1   | Heart of Midlothian   |
| 3  | HV | Michael Hector           | 19 tháng 7, 1992 (31 tuổi)  | 45   | 0   | Charlton Athletic     |
| 4  | HV | Richard King             | 27 tháng 11, 2001 (22 tuổi) | 02   | 0   | Cavalier              |
| 5  | HV | Ethan Pinnock            | 29 tháng 5, 1993 (31 tuổi)  | 13   | 0   | Brentford             |
| 6  | HV | Di'Shon Bernard          | 14 tháng 10, 2000 (23 tuổi) | 17   | 1   | Sheffield Wednesday   |
| 12 | HV | Wesley Harding           | 20 tháng 10, 1996 (27 tuổi) | 3    | 0   | Millwall              |
| 17 | HV | Damion Lowe              | 5 tháng 5, 1993 (31 tuổi)   | 66   | 3   | Philadelphia Union    |
| 21 | HV | Jon Bell                 | 26 tháng 8, 1997 (26 tuổi)  | 2    | 0   | Seattle Sounders FC   |
| 22 | HV | Greg Leigh               | 30 tháng 9, 1994 (29 tuổi)  | 18   | 1   | Oxford United         |
| 25 | HV | Amari'i Bell             | 5 tháng 5, 1994 (30 tuổi)   | 17   | 1   | Luton Town            |
|    |    |                          |                             |      |     |                       |
| 10 | TV | Bobby Decordova-Reid     | 2 tháng 2, 1993 (31 tuổi)   | 33   | 6   | Fulham                |
| 14 | TV | Kasey Palmer             | 9 tháng 11, 1996 (27 tuổi)  | 9    | 0   | Coventry City         |
| 15 | TV | Joel Latibeaudiere       | 6 tháng 1, 2000 (24 tuổi)   | 17   | 0   | Coventry City         |
| 16 | TV | Karoy Anderson           | 1 tháng 10, 2004 (19 tuổi)  | 8    | 0   | Charlton Athletic     |
| 18 | TV | Alex Marshall            | 24 tháng 2, 1998 (26 tuổi)  | 17   | 0   | Portmore United       |
| 19 | TV | Kevon Lambert            | 22 tháng 3, 1997 (27 tuổi)  | 28   | 0   | Real Salt Lake        |
|    |    |                          |                             |      |     |                       |
| 7  | TĐ | Demarai Gray             | 28 tháng 6, 1996 (27 tuổi)  | 14   | 5   | Al-Ettifaq            |
| 8  | TĐ | Kaheim Dixon             | 4 tháng 10, 2004 (19 tuổi)  | 8    | 2   | Arnett Gardens        |
| 9  | TĐ | Michail Antonio          | 28 tháng 3, 1990 (34 tuổi)  | 18   | 4   | West Ham United       |
| 11 | TĐ | Shamar Nicholson         | 16 tháng 2, 1997 (27 tuổi)  | 52   | 19  | Clermont              |
| 20 | TĐ | Renaldo Cephas           | 8 tháng 12, 1999 (24 tuổi)  | 8    | 0   | Ankaragücü            |

### Triệu tập gần đây
| Vt | Cầu thủ             | Ngày sinh (tuổi)  | Số trận | Bt | Câu lạc bộ                      | Lần cuối triệu tập                  |
| -- | ------------------- | ----------------- | ------- | -- | ------------------------------- | ----------------------------------- |
| TM | Jayden Hibbert      | 5 tháng 8, 2004   | 0       | 0  | Atlanta United FC               | v. Dominica, 9 June 2024            |
| TM | Amal Knight         | 19 tháng 11, 1993 | 12      | 0  | Lexington                       | 2024 CNL Finals PRE                 |
| TM | Kemar Foster        | 30 tháng 8, 1992  | 3       | 0  | Waterhouse                      | 2024 CNL Finals PRE                 |
| TM | Jeadine White       | 7 tháng 7, 2000   | 3       | 0  | Reading                         | 2024 CNL Finals PRE                 |
|    |                     |                   |         |    |                                 |                                     |
| HV | Tayvon Gray         | 19 tháng 8, 2002  | 3       | 0  | New York City FC                | v. Dominica, 9 June 2024            |
| HV | Adrian Mariappa     | 3 tháng 10, 1986  | 72      | 1  | Salford City                    | 2024 CNL Finals PRE                 |
| HV | Alvas Powell        | 3 tháng 10, 1986  | 55      | 2  | FC Cincinnati                   | 2024 CNL Finals PRE                 |
| HV | Javain Brown        | 9 tháng 3, 1999   | 29      | 0  | Vancouver Whitecaps FC          | 2024 CNL Finals PRE                 |
| HV | Ricardo Thomas      | 30 tháng 8, 1997  | 12      | 0  | Dunbeholden                     | 2024 CNL Finals PRE                 |
| HV | Jamoi Topey         | 13 tháng 1, 2000  | 9       | 0  | Mount Pleasant                  | 2024 CNL Finals PRE                 |
| HV | Kyle Ming           | 25 tháng 1, 1999  | 1       | 0  | Cavalier                        | 2024 CNL Finals PRE                 |
| HV | Lamonth Rochester   | 10 tháng 6, 2003  | 1       | 0  | Chicago Fire FC                 | 2024 CNL Finals PRE                 |
| HV | Romain Blake        | 24 tháng 7, 2005  | 0       | 0  | Chicago Fire FC                 | 2024 CNL Finals PRE                 |
| HV | Joel Cunningham     | 21 tháng 8, 1996  | 0       | 0  | Arnett Gardens                  | 2024 CNL Finals PRE                 |
| HV | Emelio Rousseau     | 11 tháng 12, 1999 | 0       | 0  | Portmore United                 | v. Trinidad và Tobago, 3 March 2024 |
| HV | Garth Stewart       | 27 tháng 1, 2001  | 0       | 0  | Harbour View                    | v. Trinidad và Tobago, 3 March 2024 |
| HV | Stephen Young       | 22 tháng 7, 2001  | 0       | 0  | Portmore United                 | v. Trinidad và Tobago, 3 March 2024 |
| HV | Sue-Lae McCalla     | 24 tháng 11, 1992 | 1       | 0  | Mount Pleasant                  | v. Trinidad và Tobago, 3 March 2024 |
| HV | Kemar Lawrence      | 17 tháng 9, 1992  | 78      | 3  | UTA Arad                        | 2023 CONCACAF Gold Cup              |
|    |                     |                   |         |    |                                 |                                     |
| TV | Daniel Johnson      | 8 tháng 10, 1992  | 23      | 3  | Stoke City                      | v. Dominica, 9 June 2024            |
| TV | Adrian Reid         | 5 tháng 9, 2006   | 0       | 0  | Cavalier                        | v. Dominica, 9 June 2024            |
| TV | Devon Williams      | 8 tháng 4, 1992   | 35      | 1  | Colorado Springs Switchbacks FC | 2024 CNL Finals PRE                 |
| TV | Tyreek Magee        | 27 tháng 8, 1999  | 10      | 0  | Colorado Springs Switchbacks FC | 2024 CNL Finals PRE                 |
| TV | Demario Phillips    | 10 tháng 11, 1998 | 9       | 0  | Mount Pleasant                  | 2024 CNL Finals PRE                 |
| TV | Kemar Roofe         | 6 tháng 1, 1993   | 5       | 1  | Rangers                         | 2024 CNL Finals PRE                 |
| TV | Jon Russell         | 9 tháng 10, 2000  | 4       | 1  | Barnsley                        | 2024 CNL Finals PRE                 |
| TV | Ramone Howell       | 15 tháng 4, 1995  | 4       | 0  | Mount Pleasant                  | 2024 CNL Finals PRE                 |
| TV | Omari Hutchinson    | 30 tháng 10, 2003 | 2       | 0  | Ipswich Town                    | 2024 CNL Finals PRE                 |
| TV | Delano McCoy-Splatt | 11 tháng 10, 2004 | 1       | 0  | Fulham                          | 2024 CNL Finals PRE                 |
| TV | Shaniel Thomas      | 14 tháng 9, 2001  | 1       | 0  | Cavalier                        | 2024 CNL Finals PRE                 |
| TV | Ronaldo Webster     | 4 tháng 7, 2001   | 1       | 0  | Bregalnica                      | 2024 CNL Finals PRE                 |
| TV | Romario Guthrie     | 10 tháng 12, 1998 | 0       | 0  | Mount Pleasant                  | 2024 CNL Finals PRE                 |
| TV | Jahshaun Anglin     | 6 tháng 5, 2001   | 5       | 0  | Harbour View                    | v. Trinidad và Tobago, 3 March 2024 |
| TV | Jamone Shepherd     | 9 tháng 4, 2002   | 0       | 0  | Arnett Gardens                  | v. Trinidad và Tobago, 3 March 2024 |
| TV | Shamour Smith       | 31 tháng 12, 2004 | 0       | 0  | Montego Bay United              | v. Trinidad và Tobago, 3 March 2024 |
| TV | Brandon Cover       | 25 tháng 9, 2003  | 1       | 0  | Leicester City                  | v. Jordan, 19 June 2023             |
|    |                     |                   |         |    |                                 |                                     |
| TĐ | Leon Bailey         | 9 tháng 8, 1997   | 30      | 5  | Aston Villa                     | 2024 Copa América PRE               |
| TĐ | Cory Burke          | 28 tháng 12, 1991 | 31      | 7  | New York Red Bulls              | v. Dominica, 9 June 2024            |
| TĐ | Deshane Beckford    | 14 tháng 4, 1998  | 2       | 0  | Hartford Athletic               | v. Dominica, 9 June 2024            |
| TĐ | Devonte Campbell    | 25 tháng 10, 2003 | 0       | 0  | Mount Pleasant                  | v. Dominica, 9 June 2024            |
| TĐ | Romario Williams    | 15 tháng 8, 1994  | 19      | 3  | Hartford Athletic               | 2024 CNL Finals                     |
| TĐ | Jamal Lowe          | 21 tháng 7, 1994  | 6       | 2  | Swansea City                    | 2024 CNL Finals                     |
| TĐ | Bailey Cadamarteri  | 9 tháng 5, 2005   | 0       | 0  | Sheffield Wednesday             | 2024 CNL Finals RET                 |
| TĐ | Dujuan Richards INJ | 10 tháng 11, 2005 | 10      | 1  | Chelsea                         | 2024 CNL Finals PRE                 |
| TĐ | Kaheem Parris       | 6 tháng 1, 2000   | 10      | 0  | Sabah                           | 2024 CNL Finals PRE                 |
| TĐ | Maalique Foster     | 5 tháng 11, 1996  | 9       | 3  | Colorado Springs Switchbacks FC | 2024 CNL Finals PRE                 |
| TĐ | Norman Campbell     | 24 tháng 11, 1999 | 3       | 0  | Vojvodina                       | 2024 CNL Finals PRE                 |
| TĐ | Devante Cole        | 10 tháng 5, 1995  | 0       | 0  | Barnsley                        | 2024 CNL Finals PRE                 |
| TĐ | Fabian Reid         | 6 tháng 8, 1991   | 8       | 3  | Arnett Gardens                  | v. Trinidad và Tobago, 3 March 2024 |
| TĐ | Justin Dunn         | 27 tháng 8, 2003  | 0       | 0  | Tivoli Gardens                  | v. Trinidad và Tobago, 3 March 2024 |
| TĐ | Andre Fletcher      | 31 tháng 1, 1999  | 0       | 0  | Waterhouse                      | v. Trinidad và Tobago, 3 March 2024 |
| TĐ | Jason Wright        | 26 tháng 12, 1994 | 0       | 0  | Molynes United                  | v. Trinidad và Tobago, 3 March 2024 |
| TĐ | Trivante Stewart    | 22 tháng 3, 2000  | 3       | 0  | Javor Ivanjica                  | v. Canada, 21 November 2023         |